# Équipe de Suède de football à la Coupe du monde 1958
La Suède participe à sa 4e Coupe du monde, et parvient à atteindre la finale pour la première fois de son histoire. Le milieu de terrain et capitaine Nils Liedholm est à 36 ans l'une des stars de cette équipe ; évoluant au Milan AC, il est considéré comme l'un des meilleurs joueurs du 20e siècle.

## Le parcours qualificatif
La Suède est qualifiée d'office en tant que pays organisateur.

## Le parcours en phase finale

### Groupe 3
Les hôtes suédois font honneur à leur rang en ne perdant aucun match (victoires 3-0 contre le Mexique, 2-1 contre la Hongrie, vice-championne du monde sortante, et match nul 0-0 contre le Pays de Galles, dont c'est encore aujourd'hui la seule participation à un Mondial). Les Gallois avec trois matchs nuls se retrouvent à égalité de point avec les Hongrois. Un match d'appui est nécessaire pour décider de la qualification de l'une ou l'autre équipe. Le pays de Galles bat la Hongrie, qui vient de perdre définitivement son Onze d'Or, et se qualifie.
| 8 juin 1958                       | Suède                                   | 3 - 0 | Mexique | Råsunda, Solna                                    |                                                   |
| 14:00 · Historique des rencontres | Simonsson 17e, 64e · Liedholm 57e (pen) |       |         | Spectateurs : 34 000 Arbitrage : Nikolaï Latychev | Spectateurs : 34 000 Arbitrage : Nikolaï Latychev |
| 14:00 · Historique des rencontres | (Rapport)                               |       |         | Spectateurs : 34 000 Arbitrage : Nikolaï Latychev | Spectateurs : 34 000 Arbitrage : Nikolaï Latychev |

| 12 juin 1958                      | Suède           | 2 - 1 | Hongrie   | Råsunda, Solna                              |                                             |
| 19:00 · Historique des rencontres | Hamrin 34e, 55e |       | Tichy 77e | Spectateurs : 39 000 Arbitrage : Jack Mowat | Spectateurs : 39 000 Arbitrage : Jack Mowat |
| 19:00 · Historique des rencontres | (Rapport)       |       |           | Spectateurs : 39 000 Arbitrage : Jack Mowat | Spectateurs : 39 000 Arbitrage : Jack Mowat |

| 15 juin 1958                      | Suède     | 0 - 0 | Pays de Galles | Råsunda, Solna                                     |                                                    |
| 14:00 · Historique des rencontres |           |       |                | Spectateurs : 29 000 Arbitrage : Lucien van Nuffel | Spectateurs : 29 000 Arbitrage : Lucien van Nuffel |
| 14:00 · Historique des rencontres | (Rapport) |       |                | Spectateurs : 29 000 Arbitrage : Lucien van Nuffel | Spectateurs : 29 000 Arbitrage : Lucien van Nuffel |

| Classement final |                |     |   |   |   |   |    |    |      |
|                  | Équipe         | Pts | J | G | N | P | BP | BC | Moy. |
| 1                | Suède          | 5   | 3 | 2 | 1 | 0 | 5  | 1  | 5.00 |
| 2                | Pays de Galles | 3   | 3 | 0 | 3 | 0 | 2  | 2  | 1.00 |
| 3                | Hongrie        | 3   | 3 | 1 | 1 | 1 | 6  | 3  | 2.00 |
| 4                | Mexique        | 1   | 3 | 0 | 1 | 2 | 1  | 8  | 0.13 |

### Quart de finale
| 19 juin 1958                      | Suède                      | 2 - 0 | Union soviétique | Råsunda, Solna                                  |                                                 |
| 19:00 · Historique des rencontres | Hamrin 49e · Simonsson 88e |       |                  | Spectateurs : 32 000 Arbitrage : Reginald Leafe | Spectateurs : 32 000 Arbitrage : Reginald Leafe |
| 19:00 · Historique des rencontres | (Rapport)                  |       |                  | Spectateurs : 32 000 Arbitrage : Reginald Leafe | Spectateurs : 32 000 Arbitrage : Reginald Leafe |

### Demi-finale
| 24 juin 1958                      | Allemagne de l'Ouest | 1 - 3 | Suède                                | Ullevi, Göteborg                              |                                               |
| 19:00 · Historique des rencontres | Schäfer 24e          |       | Skoglund 32e · Gren 81e · Hamrin 88e | Spectateurs : 50 000 Arbitrage : István Zsolt | Spectateurs : 50 000 Arbitrage : István Zsolt |
| 19:00 · Historique des rencontres | (Rapport)            |       |                                      | Spectateurs : 50 000 Arbitrage : István Zsolt | Spectateurs : 50 000 Arbitrage : István Zsolt |

### Finale
| 28 juin 1958 15h00        | Brésil                                     | 5 - 2   | Suède                       | Råsunda, Stockholm                              |                                                 |
| Historique des rencontres | Vavá 9e, 32e · Pelé 55e, 90e · Zagallo 80e | (2 - 1) | Liedholm 4e · Simonsson 80e | Spectateurs : 49 737 Arbitrage : Maurice Guigue | Spectateurs : 49 737 Arbitrage : Maurice Guigue |
| Historique des rencontres | (Rapport)                                  |         |                             | Spectateurs : 49 737 Arbitrage : Maurice Guigue | Spectateurs : 49 737 Arbitrage : Maurice Guigue |

|  | Titulaires : Gilmar Djalma Santos Orlando Peranha Hideraldo Bellini Nílton Santos Zito Didi Garrincha Mário Zagallo Vavá Pelé Entraîneur : Vicente Feola | Finale de la Coupe du monde 1958 |  | Titulaires : Kalle Svensson Orvar Bergmark Sven Axbom Reino Börjesson Bengt Gustavsson Sigvard Parling Kurt Hamrin Gunnar Gren Agne Simonsson Nils Liedholm Lennart Skoglund Entraîneur : George Raynor |

| Arbitres assistants : Albert Dusch Juan Gardeazábal |